# Giulio Poggiani
Giulio Poggiani (Suna (it), 1522 - Milan, 5 novembre 1568) est un écrivain, un traducteur, un humaniste italien de la Renaissance.

## Biographie
Né en 1522 à Suna, diocèse de Novare, sur le lac Majeur, il s’appliqua dès sa plus tendre jeunesse à l’étude et fit les progrès les plus rapides dans la langue grecque. A son arrivée à Rome, où sa réputation l’avait précédé, il fut chargé de l’éducation du jeune Roberto de' Nobili, que le pape Jules III, son oncle, fit cardinal à treize ans et qui mourut à dix-sept. Il fut ensuite attaché comme secrétaire à différents prélats et enfin au cardinal Charles Borromée, dont il mérita la confiance. Poggiani remplit les fonctions de secrétaire de la congrégation nommée par le souverain pontife pour expliquer la doctrine du Concile de Trente. Il suivit le cardinal Borromée à Milan et mourut en cette ville d’une fièvre ardente, le 5 novembre 1568, à l’âge de 46 ans, au moment où le pape Pie V venait de le rappeler pour le mettre à la tête du secrétariat des brefs.

## Œuvres
Poggiani revit et corrigea le texte du Catéchisme appelé communément ad Parochos, rédigé par plusieurs savants théologiens du Concile de Trente. C’est à lui qu’on doit l’édition du Bréviaire publié sous le nom du pape Pie V, Rome, 1568, in-fol., rare. Il a mis en latin les Actes du premier concile de Milan. Outre la traduction, plus élégante que fidèle, du traité de Jean Chrysostome, De virginitate, Rome, Paul Manuce, 1562, il a laissé celle d’une Harangue et de quatre Lettres d’Eschine, restées inédites. Le savant évêque d’Amelia, Antonio Maria Graziani, avait rassemblé les lettres et les harangues de Poggiani. Cette collection, attendue avec impatience par tous les amateurs de la bonne latinité, fut enfin publiée par le P. Girolamo Lagomarsini (Epistolæ et Orationes olim a Gratiano collectæ), Rome, 1756-1762, 4 vol. in-4°, avec un grand nombre de notes. L’éditeur a fait précéder le premier volume d’une lettre de Graziani au cardinal Giovanni Francesco Commendone, qui contient des détails sur la vie de Poggiani. Parmi ses discours, tous remarquables par l’élégance et la pureté du style, on distingue l’Oraison funèbre du pape Marcel II, celle de François de Guise, tué par Jean de Poltrot de Méré devant Orléans, et une Harangue prononcée par Poggiani devant les cardinaux assemblés après la mort de Pie IV pour l’élection de son successeur.